# Vitalicio Seguros-Grupo Generali

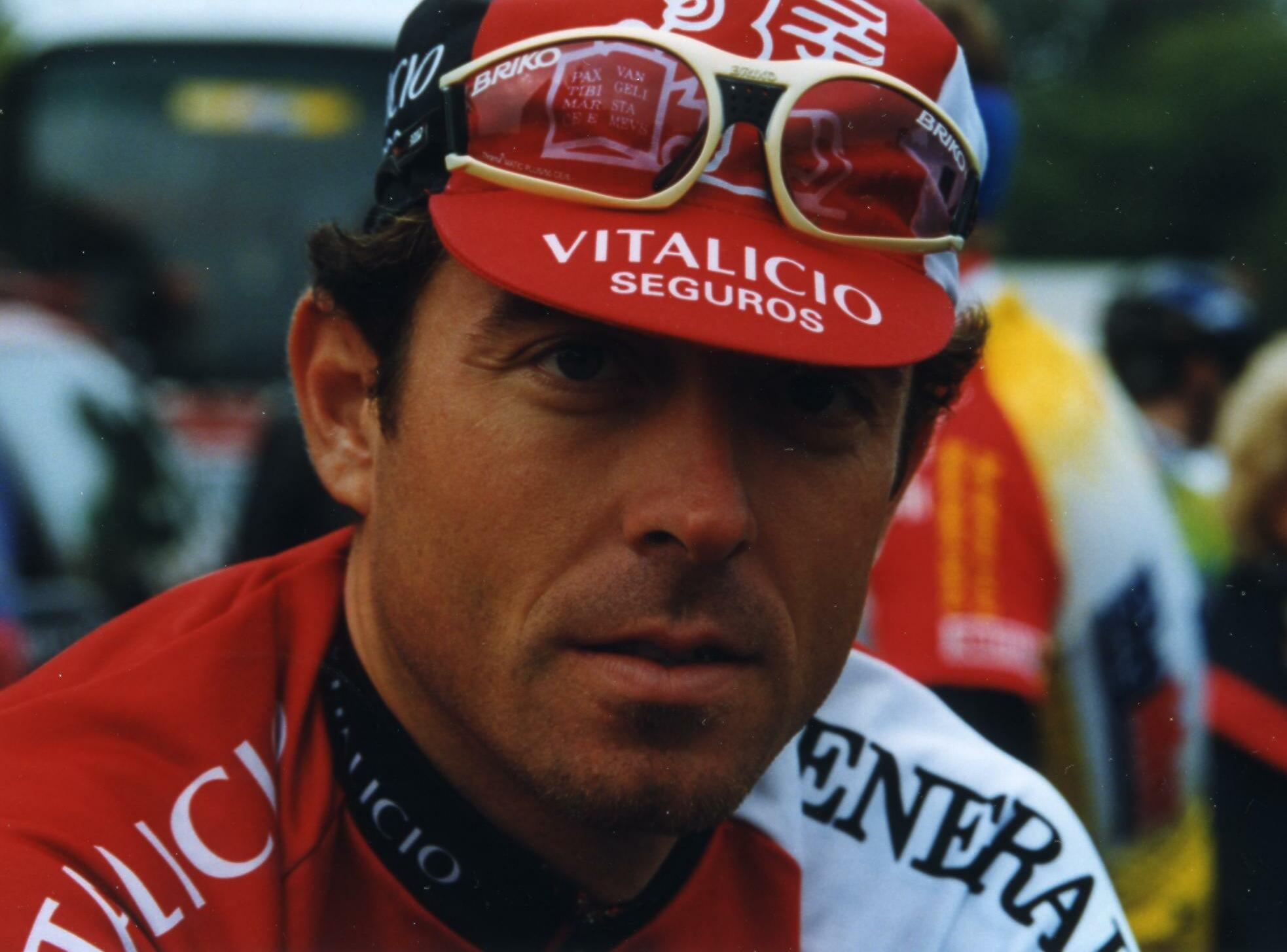
Andrea Ferrigato als Mitglied des Teams Vitalicio Seguros

Vitalicio Seguros-Grupo Generali oder Vitalicio Seguros war ein spanisches Radsportteam, das von 1998 bis 2000 existierte.

## Geschichte
Das Team wurde 1998 unter der Leitung von Javier Minguez gegründet. Hauptsponsor war die spanische Versicherung Vitalicio Seguros, welche seit 1992 Teil der Assicurazioni Generali ist. Bereits im Februar 1998 konnte das Team seinen ersten Erfolg bei der Trofeo Manacor erzielen. Neben den Siegen konnte das Team gute Ergebnisse bei Etappenrennen erzielt werden, wie die zweiten Plätze in der Gesamtwertung bei der Aragon-Rundfahrt, der Vuelta a La Rioja, der Vuelta a Castilla y León und den dritten Plätzen bei der Burgos-Rundfahrt, der Route d’Occitanie und der Asturien-Rundfahrt.
1999 konnte das Team die Teamwertung beim Giro d’Italia gewinnen, weil sich drei Fahrer, Clavero (9.), Zinčenko (12.) und Buenahora (15), in den Top 20 platzierten. Bei der Tour de France wurde Ángel Casero Fünfter mit über 15 Minuten Rückstand auf den damaligen Sieger Armstrong. Bei der Vuelta a España gewann Igor González de Galdeano den Prolog und die Etappe von Sorp nach Andorra-Arcalís. Nach dem Prolog trug er einen Tag lang das goldene Trikot und wurde schließlich Zweiter in der Gesamtwertung hinter Jan Ullrich. Ivan Parra und Santiago Blanco belegten die Plätze 9 und 10. Bei den Weltmeisterschaften in Verona wurde Oscar Freire überraschend Weltmeister im Straßenrennen vor Markus Zberg und Jean-Cyril Robin.
2000 gelang dem Team zweite Plätze bei Tirreno–Adriatico, der Valencia-Rundfahrt, dem Criterium International und der Euskal Bizikleta. Beim Giro d’Italia konnte das Team vier Etappensiege feiern. Außerdem erreichte man den zweiten Platz in der Teamwertung hinter dem Sieger Mapei–Quick Step. Ende der Saison wurde das Team aufgelöst, da der Vertrag mit dem Hauptsponsor vermutlich nur eine Laufzeit von drei Jahren hatte.

## Doping
Im Zuge der Festina-Affäre bei der Tour de France wurde kein Fahrer direkt mit Doping in Verbindung gebracht, aber aus Protest über die teilweise rigorose Verhörmethoden der Ermittler veranlasste die Mannschaften ONCE, Banesto, Riso Scotti, Kelme, Vitalicio Seguros und TVM-Farm Frites zum vorzeitigen Tour-Ausstieg. 1998 wurden bei den beiden Fahrern Juan Carlos Domínguez und Daniel Clavero bei der Vuelta a España vor der 20. Etappe ein Hämatokrit-Wert von über 50 % festgestellt und deshalb vom Rennen ausgeschlossen.
2000 wurde Alvaro González de Galdeano wegen des Dopings mit Nandrolon nach dem Gran Premio de Llodio für sechs Monate gesperrt. Von den Olympischen Spielen in Sydney wurde Jan Hruška ausgeschlossen, nachdem bekannt wurde, dass er nach der 13. Etappe der Vuelta a España positiv auf das anabole Steroid Nandrolon getestet wurde.

## Erfolge
1998
- drei Etappen Vuelta a España
- Gesamtwertung und zwei Etappen Katalonien-Rundfahrt
- Spanischer Meister – Straßenrennen
- drei Etappen Vuelta a La Rioja
- eine Etappe Aragon-Rundfahrt
- eine Etappe Asturien-Rundfahrt
- eine Etappe Vuelta a Castilla y León
- eine Etappe Galicien-Rundfahrt
- Gran Premio de Llodio
- Trofeo Luis Ocaña
- Trofeo Manacor

1999
- zwei Etappen Vuelta a España
- Teamwertung Giro d’Italia
- Spanischer Meister – Straßenrennen
- Gesamtwertung und zwei Etappen Vuelta a La Rioja
- Gesamtwertung und eine Etappe Aragon-Rundfahrt
- Gesamtwertung und eine Etappe Asturien-Rundfahrt
- Gesamtwertung und eine Etappe Escalada a Montjuïc
- Subida al Naranco
- zwei Etappen Katalonien-Rundfahrt
- eine Etappe Tirreno–Adriatico
- eine Etappe Vuelta a Castilla y León
- eine Etappe Burgos-Rundfahrt

2000
- vier Etappen Giro d’Italia
- eine Etappe Vuelta a España
- Spanischer Meister – Straßenrennen
- Gesamtwertung und eine Etappe Vuelta a La Rioja
- Gran Premio Miguel Induráin
- eine Etappe Andalusien-Rundfahrt
- eine Etappe Portugal-Rundfahrt
- eine Etappe Galicien-Rundfahrt
- Gran Premio de Llodio

## Grand-Tour-Platzierungen
| Grand Tour            | 1998 | 1999 | 2000 |
| --------------------- | ---- | ---- | ---- |
| Giro d’ItaliaGiro     | 5    | 9    | 11   |
| Tour de FranceTour    | DNF  | 5    | –    |
| Vuelta a EspañaVuelta | 14   | 2    | 13   |

## Monumente-des-Radsports-Platzierungen
| Monument                 | 1998 | 1999 | 2000 |
| ------------------------ | ---- | ---- | ---- |
| Mailand–Sanremo          | 12   | 72   | 35   |
| Flandern-Rundfahrt       | 51   | –    | –    |
| Paris–Roubaix            | DNF  | DNF  | DNF  |
| Lüttich–Bastogne–Lüttich | 61   | 39   | 35   |
| Lombardei-Rundfahrt      | –    | 16   | 9    |

## Bekannte Fahrer
- Hernán Buenahora (1998–1999)
- Santiago Blanco (1998–2000)
- Ángel Casero (1998–1999)
- Daniel Clavero (1998–1999)
- Juan Carlos Domínguez (1998–2000)
- Andrea Ferrigato (1998)
- Óscar Freire Gomez (1998–1999)
- Igor González de Galdeano (1999–2000)
- Pedro Horrillo (1998–2000)
- Jan Hruška (2000)
- Miguel Ángel Martín Perdiguero (2000)
- Juan Miguel Mercado (1998–2000)
- Iván Parra (1999–2000)
- Victor Hugo Peña (1999–2000)
- Luis Pérez Rodríguez (2000)
- Tobias Steinhauser (1998)
- Andrei Zintchenko (1998–1999)
- Francisco García (1998–2000)